# Aphodobius inornatus
Aphodobius inornatus är en skalbaggsart som beskrevs av Schmidt 1908. Aphodobius inornatus ingår i släktet Aphodobius och familjen Aphodiidae. Inga underarter finns listade i Catalogue of Life.